# Cosmophono
Albums de Lo'jo
Bazar savant
(2005) Cinéma el Mundo
(2012)
Cosmophono est le 9e album du groupe Lo'Jo. Il se compose de douze titres écrits par Denis Péan et composés par Lo'Jo. La réalisation est signée Philippe Teissier Du Cros et Pierre Fruchard.

## Titres
1. Petit courage		4:08
2. Je prends la nuit	3:25
3. Sur des carnets nus	3:40
4. Pays natal		7:12
5. Café de la marine	3:25
6. Dresseur de hasards	2:20
7. Slam			3:02
8. Sur l'océan		3:29
9. La nuit des temps	3:02
10. Yalaki			4:00
11. Rue de la solitude	4:17
12. La liberté		5:02

## Musiciens
Lo'jo:
- Denis Péan: chant (1,2,3,4,5,6,7,8,9,11,12), piano (7,12), mélodica (2,8,10), harmonium (10), M-tron (8), Fender Rhodes (2), orgue Farfisa (2), samples (3,4).
- Richard Bourreau: violon (1,2,4,5,8,10,11), imzad (9).
- Kham Meslien: basse (1,2,4,5,6,8,9), contrebasse (10,11), synthé basse (9), programmations (6).
- Franck Vaillant: batterie "peaux, cymbales, boobams, Simmons electric SDSV, gong tom, paniers" (1,2,4,5,8,9,10,11), bobre (9), cayamb (9), programmations (3).
- Yamina Nid el Mourid: chant (1,2,4,5,8,9,10,11), saxophone soprano (11), sanza (8), kamel'n'goni (2,4,11), triangle (5), shékéré (1), calebasse (4).
- Nadia Nid el Mourid: chant (1,2,4,5,10,11), sanza (8).

Musiciens additionnels: "l'orchestre cosmophonique"
- Airelle Besson: trompette (2,4,7,11)
- Stéphane Coutable: basson (2,9,11)
- Pierrick Menuau: saxophone ténor (1,6)
- Guillaume Hazebrouck: piano (1,11), piano frappé (4), harmonium (5)
- Gilles Coronado: guitare (5,6)
- Daniel Trutet: violoncelle, arrangements cordes (3)